# El cielito
 El cielito  es una película argentina del género de drama dirigida por María Victoria Menis sobre su propio guion escrito en colaboración con Alejandro Fernández Murray, que se estrenó el 21 de octubre de 2004 y que tuvo como protagonistas a Leonardo Ramírez, Darío Levy, Mónica Lairana y Rodrigo Silva. 

## Sinopsis
Félix, un muchacho de 21 años, solitario y vagabundo que busca un modo de vivir llega a un humilde caserío entrerriano y traba relación con un hombre que luego de perder hace tiempo su empleo se gana la vida vendiendo las frutas, los dulces y las conservas que prepara su mujer. El hombre lo lleva a su campito, donde podrá ayudar a cambio de comida y un rincón para dormir. A medida que pasan los días, va percibiendo el amargo resentimiento del hombre, la callada sumisión de su mujer, el descontento y la violencia encubiertos que tensan el ambiente. También vive allí Chango, un bebé de un año y medio, desatendido, que va despertando en él la ilusión de la paternidad hasta que lo secuestra y huye llevándoselo a Buenos Aires.

## Reparto
- Leonardo Ramírez	... 	Félix
- Darío Levy	... 	Roberto
- Mónica Lairana	... 	Mercedes
- Rodrigo Silva	... 	Bebe / Chango
- Damian Piedrabuena	... 	Cadillac (como Damián Piedrabuena)
- Zulma Arias	... 	Nati
- Maria Lidia Lopez	... 	Abuela
- Fernando Menis	... 	Quiosquero
- Héctor Menis	... 	Hombre que dispara
- Ana Schmid	... 	Mujer que da la hora
- Christian Arrieta	... 	Asaitante
- Luis Jorge Iucht	... 	Hombre que muere
- Julio Arrieta	... 	Dueño de pensión
- Esther Gispert	... 	Vendedora 1
- Esteban Menis	... 	Guarda de tren
- Miguel Cabrera	... 	Dueño del bar

## Comentarios
La idea de la película le surgió a la directora cuando leyó en un diario que un chico de 21, que se había tiroteado con la policía en la calle, malherido había pedido: “Mi bebé, cuiden a mi bebé, está en la Villa 21” y que la investigación comprobó que se trataba de un bebé de 10 meses que el chico había llevado a su casa porque en la de él no lo podían cuidar.
Según la crítica del diario La Nación la película “convence por la justeza de su tono, por la tibia corriente afectiva que irradia y por la precisión de su lenguaje, hecho de pocas palabras, de imágenes que hablan por sí mismas, de miradas, gestos, silencios y sonidos captados con sabia intuición (…) La realizadora atiende al silencioso juego de los personajes y describe sus relaciones estableciendo un sensible paralelo con la quietud del campo, con los sonidos y las oscilaciones de la naturaleza. En este tramo, las imágenes alcanzan una elocuencia que habla de un lenguaje cinematográfico maduro, austero y notablemente expresivo. También se evidencian esa economía y ese rigor cuando la historia cambia el ambiente campestre por el nervio y la crudeza urbana, aunque aquí hay algunos apuntes que se aproximan al registro documental. Menis se revela además como una excelente conductora de actores”.
La película obtuvo críticas elogiosas de la prensa francesa y ganó los premios CANAL ARTE - C.I.C.A.E. - Futur Talents Signis - Premio a la película más solidaria del festival en el Festival Internacional de Cine de San Sebastián, el Premio Especial del jurado para Leonardo Ramírez, como Mejor Actor Protagónico en el Festival Internacional de Cine de Biarritz, y los premios FIPRECI (de la crítica internacional) y SIGNIS en el Festival Internacional de Cine de La Habana, Cuba.